# Castilblanco
Castilblanco ist ein Ort und eine Gemeinde (municipio) mit noch 844 Einwohnern (Stand: 2024) im Südosten der spanischen Provinz Badajoz in der Autonomen Gemeinschaft Extremadura.

## Lage
Castilblanco liegt ca. 145 Kilometer ostnordöstlich von Mérida und etwa 195 Kilometer ostnordöstlich von Badajoz in einer Höhe von ca. 500 m. Der Guadiana wird hier zur Embalse de García de Sola aufgestaut.
Das Klima im Winter ist gemäßigt, im Sommer dagegen warm bis heiß; die eher geringen Niederschlagsmengen (ca. 521 mm/Jahr) fallen – mit Ausnahme der nahezu regenlosen Sommermonate – verteilt über das ganze Jahr.

## Bevölkerungsentwicklung
| Jahr      | 1970 | 1981 | 1991 | 2001 | 2011 | 2021 |
| Einwohner | 2581 | 2051 | 1526 | 1357 | 1157 | 903  |

Der deutliche Bevölkerungsrückgang seit den 1950er Jahren ist im Wesentlichen auf die Mechanisierung der Landwirtschaft, die Aufgabe bäuerlicher Kleinbetriebe und den damit einhergehenden Verlust an Arbeitsplätzen zurückzuführen (Landflucht).

## Sehenswürdigkeiten
- Christopheruskirche
- Matthiaskapelle

## Persönlichkeiten
- Reyes Abades (1949–2018), Spezialeffektkünstler